# 日本カトリック大学連盟
日本カトリック大学連盟（にほんカトリックだいがくれんめい、英語: The Japan Association of Catholic Universities）とは、日本カトリック学校連合会を構成するキリスト教カトリック系大学（カトリック大学）の教育連合組織である。
1975年、11大学によって設立され、現在の加盟校数は18校。

## 加盟校
- 藤女子大学
- 天使大学
- 仙台白百合女子大学
- 清泉大学
- 東京純心大学
- 上智大学
- 清泉女子大学
- 白百合女子大学
- 聖心女子大学
- 南山大学
- 京都ノートルダム女子大学
- 神戸海星女子学院大学
- ノートルダム清心女子大学
- エリザベト音楽大学
- 聖カタリナ大学
- 聖マリア学院大学
- 長崎純心大学
- 鹿児島純心大学